# 叠氮化氯
叠氮化氯 是一种无机化合物，化学式为ClN3。它在1908年被Friedrich Raschig发现。  
浓的ClN
3十分不稳定，在任何温度下都会自发地爆炸。

## 制备
叠氮化氯由氯气通过叠氮化银，或者在乙酸中由次氯酸钠和叠氮化钠反应得到：
NaOCl + NaN3 + 2 CH3COOH → ClN3 + 2 CH3COONa + H2O

## 爆炸特性
叠氮化氯十分敏感，有时候甚至在没有外界因素干扰的情况下便会爆炸，正因为这种高感度，在得到它的稀溶液之前没有任何商业应用。叠氮化氯可以和丁二烯、乙烷、 乙烯、甲烷、丙烷、磷、叠氮化银和钠发生爆炸性的反应。和酸接触时，叠氮化氯分解，产生氯化氢。

## 管制信息
它的运输受到美国运输部的严格限制。